# 流星塵

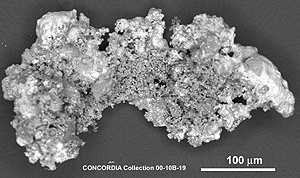
流星塵の顕微鏡写真

流星塵（りゅうせいじん、英語:micrometeorite, micrometeoroid, Meteoric Dust（MD））とは、宇宙空間に存在する宇宙物質（宇宙塵）が地球の大気圏に突入した際に、熱せられて融解した後に再凝固した微小な球状粒子である。
日本では1951年（昭和26年）に雑誌で流星塵の採集方法が発表されて以降、アマチュアを中心に観測研究が盛んになったため、研究成果として報告されるものは、地上で採集可能で顕微鏡による観察で他の粒子と判別可能な球形状のものが中心である。

## 概要

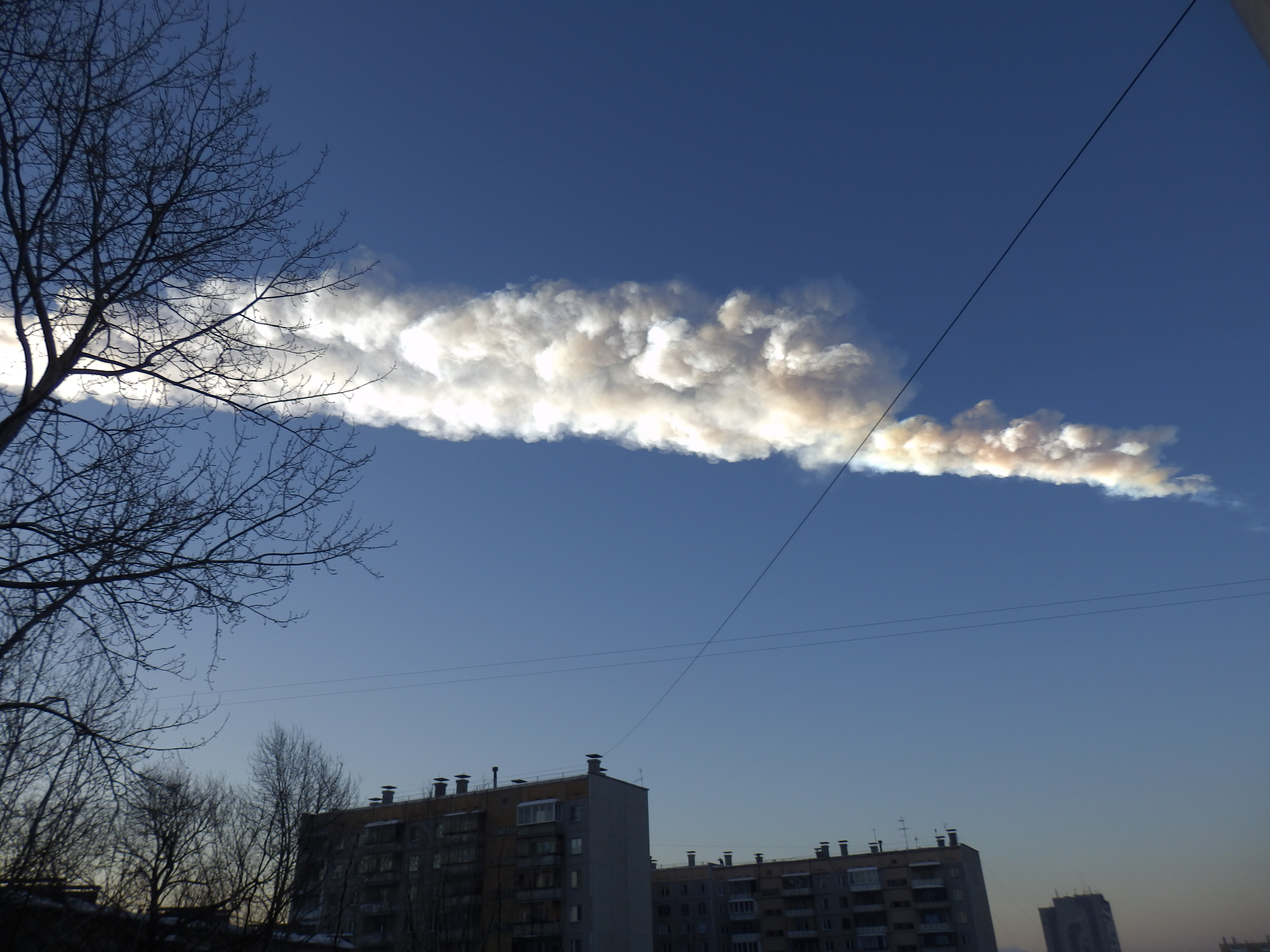
2013年チェリャビンスク州の隕石落下時に撮影された隕石雲

流星や火球が隕石や隕鉄となって、地上に落下することは極めて珍しいが、それほど大きな流星でなくても完全に気化するわけではなく、目に見えないような微小な燃えかすをつくっている。このような微小な隕石の粒は絶えず地球に降り注いでいる。この微小物体を流星塵と呼んでいる。
観測によって報告される流星塵の大きさは主に直径1～30マイクロメートル程度、最も多いのは直径10～20マイクロメートルの大きさである。
年間を通して地上に降下しているが、採集量には季節性が報告されており、9月前後に最も多く観測される。散在流星が6月から8月にかけて多いことが影響し、流星塵の大きさと密度に依存するが地表に落下するまでに無風時で理論上10日～数か月程度を要するとされ、これに大気の流れが影響し時間差が加わって地上での観測数に表れると考えられている。また、降下速度の速い10マイクロメートル以上の流星塵にその傾向が強く、それ以下の大きさでは数か月から年単位で降下するため年間を通じて観測数が平均化されるとみられている。地球に降り注いでいる量の正確な値は不明だが、試算では年間に125トンとも20万トンとも言われる。
大規模な隕石落下や隕石雨の発生時に、流星塵が大気圏内（高度20 - 40キロメートル程度）で発生した場合、その隕石の航跡は地上から雲のように観測されることがあるが、これをとくに隕石雲（meteoritic cloud）と呼称する。

## 採集と観察

### 採集
アマチュアが採集する方法には大きく2つある。一般にガラス板法の方が手間が少なく、併用した場合でも採集量等の傾向に違いはないとされる。

#### ガラス板法
スライドガラスにグリセリンを薄く塗ったものを24時間程度屋外に放置することで、大気中を降下してきた流星塵が付着し顕微鏡で観察できる。観察倍率に応じて2×4cm程度の検鏡範囲を事前にマーキングしておく。グリセリン層は厚すぎると流星塵が埋没してしまい観察が難しくなるため、脱脂綿で丁寧にふき取る必要がある。また、ワセリンは不適当とされる。

#### 雨水濾過法
適当な大きさ（例えば1m×2m程度）の板を用意し、雨が降った際に板の上を流れた雨水が収集容器に溜まるようにする。流星塵に磁性があるので鉄系の材料は避け、雨の降り始めにあわせて表面を洗い流してから収集を始める。溜まった雨水を濾過し、濾紙の中央部を切り取って観察する。

#### その他の方法
雨水を濾過ではなく磁石による吸着する方法もある。また、定点観測的な手法以外にも、海底や湖底の泥から採集する方法、雪や氷に含まれる流星塵を濾過して採集する方法、ジェット機に採集器を取りつけて成層圏の空気から集塵する方法、ロケットの先端に特定の高度で開閉するカバーを取り付けておき、回収後に衝突したものを観察する方法、採集ではないが高高度気球にコロナグラフを取り付けて散光から流星塵を含む空気中の粒子数を推定する試みなどが行われている。

### 観察
光学顕微鏡で観察する際は150倍から600倍程度で観察し、大きさや個数を数える。多数のゴミのなかから判別する必要があり、特に球形の花粉や水泡と見誤りやすい。また、電子顕微鏡で分析することにより詳細な形を観察したり、X線分光器で分析することで成分を知ることができ、地球外に由来する流星塵であるか人口流星塵であるか判別しやすくなる。

## 人工流星塵
流星塵と似た形状の粒子は人間の工業的な活動によっても発生することが知られており、人工流星塵と呼ばれる。工場の排煙からも観測されているため、天然の流星塵と混在した状態で採集していると考えられている。電気溶接やグラインダーの工程で多く発生すると報告されている。人工流星塵は電子顕微鏡や成分分析によって判別可能とされるが、光学顕微鏡による色や表面の滑らかさの観察では判別しにくいと言われている。流星塵17個についてX線分光器を使用して判別した調査では、その数はおよそ半々だったと報告されている。